# Sismo de Espitaque

O sismo de Espitaque, também chamado de sismo de Gyumri ou Leninakan, como a cidade era conhecida na época, foi um tremor com magnitude de 6,8, que ocorreu em 7 de dezembro de 1988, as 11h41 horário local (07h41 UTC) na região armênia de Espitaque, então parte da União Soviética.

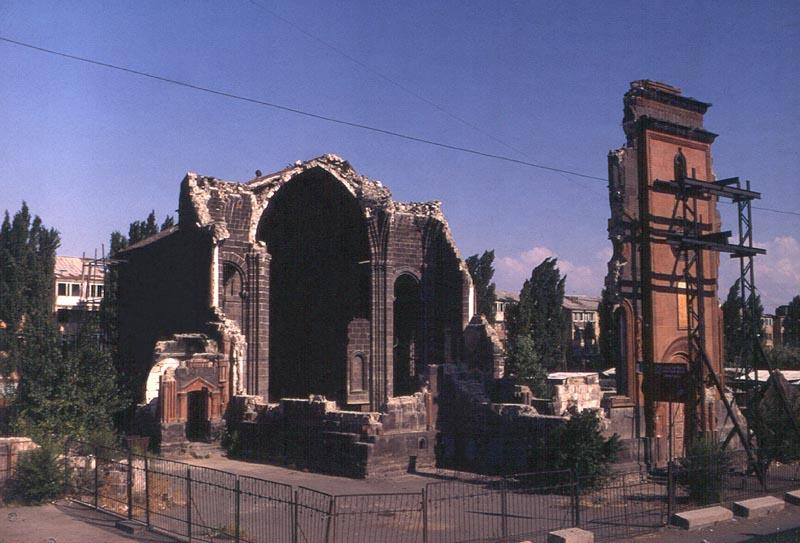
A Igreja da Santa Salvação em Gyumri após o terremoto

A gravação de um álbum de de música chamado Rock Aid Armenia foi organizado com diversas bandas do mundo todo para angariar fundos que ajudariam as vítimas e a reconstruir a área. Entre os artistas que participaram do álbum, estão Emerson, Lake & Palmer, Gary Moore, Black Sabbath, Asia, Mike & the Mechanics, Rush, Deep Purple, Bon Jovi, Iron Maiden, Led Zeppelin, Foreigner, Pink Floyd, Queen, Yes, Whitesnake e outras.
As estimativas são que cerca de 25 mil pessoas morreram, 140 mil ficaram inválidas, 500 mil perderam a casa e 250 mil alunos ficaram sem escola neste que foi um dos terremotos mais letais da história.